# Société des auteurs, compositeurs et éditeurs de musique

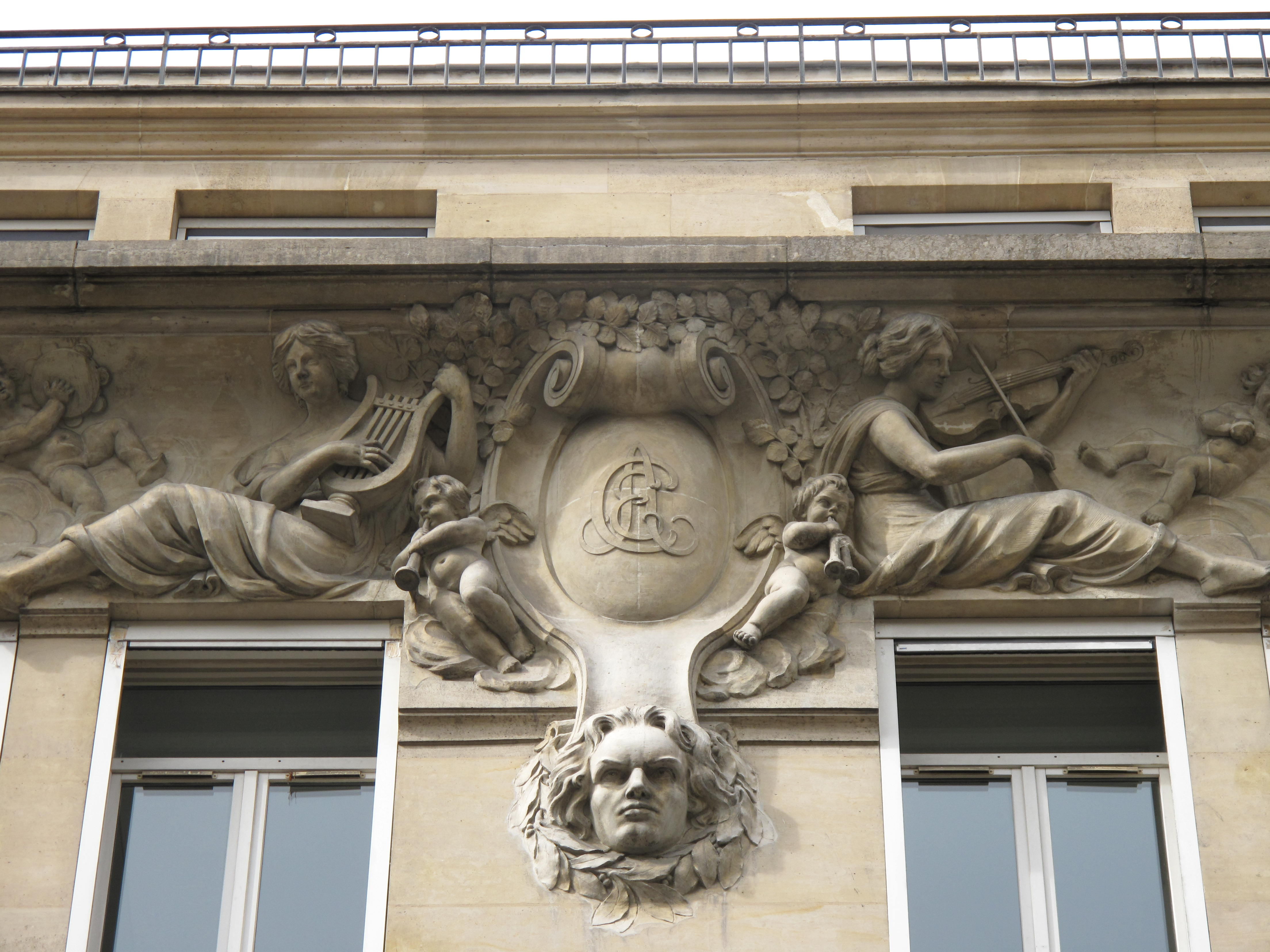
Nhà thờ số 10 Rue Chaptal, trụ sở đầu tiên của SACEM

Société des auteurs, compositeurs et éditeurs de musique (SACEM), (Tiếng Việt: Hội bảo vệ quyền tác giả quốc tế) là một hiệp hội chuyên nghiệp của Pháp đứng ra thu tiền thanh toán quyền tác giả của nghệ sĩ và phân phối quyền cho các nhạc sĩ, nhà soạn nhạc và nhà xuất bản âm nhạc gốc. Thành lập vào năm 1851, đây là một tổ chức phi thương mại và phi lợi nhuận do các thành viên sở hữu và quản lý theo mô hình kinh doanh của một hợp tác xã.

## Lịch sử
Các nhà soạn nhạc Ernest Bourget, Victor Parizot và Paul Henrion ở Paris năm 1847 đã thanh toán thành công các tác phẩm của họ đang được biểu diễn trong buổi hòa nhạc hàng đầu lúc bấy giờ, Les Ambassadoradeurs. Tòa án Pháp đã công nhận những quyền hợp pháp này được thiết lập trong các đạo luật cách mạng. Do đó, liên minh lâm thời của các tác giả, nhà soạn nhạc và nhà xuất bản âm nhạc được thành lập vào năm 1850. Một năm sau, liên minh nghề nghiệp trở thành một cộng đồng của các tác giả, nhà soạn nhạc và nhà xuất bản, những người phân chia quyền tác giả thu được giữa các thành viên, và quy tắc này đã được duy trì cho đến ngày nay.
SACEM ban đầu có 350 thành viên khi tổ chức được thành lập vào những năm 1850, được phân phối giữa các tác giả, nhà soạn nhạc và nhà xuất bản âm nhạc. Thời kỳ này được đánh dấu bằng sự bắt đầu của cuộc cách mạng đô thị, sự phát triển của các đô thị cũng như sự phát triển và phổ biến rộng rãi của các buổi hòa nhạc trong tiệm cà phê. Một thế kỷ sau khi thành lập SACEM, số lượng thành viên của tổ chức đã tăng lên gấp 170 lần. Năm 1963, SACEM đã phát triển các hoạt động văn hóa để hỗ trợ việc sáng tác âm nhạc, phổ biến tác phẩm và hội nhập của các chuyên gia trẻ. Hàng năm, hơn một triệu tác phẩm được đăng ký đến SACEM.

## Grands Prix Sacem
Hàng năm, sau cuộc bình chọn của Hội đồng quản trị, giải thưởng Grands Prix Sacem được trao cho các tác giả, tác giả - đạo diễn, nhà soạn nhạc và nhà xuất bản âm nhạc là thành viên của Sacem. Kể từ năm 2006, sẽ có một buổi lễ hàng năm tôn vinh những đóng góp xuất sắc trong lĩnh vực sáng tác, xuất bản âm nhạc, âm nhạc đương đại cổ điển.